# París-Tours 2001
La París-Tours 2001 fou la 95a edició de la clàssica París-Tours. Es disputà el 7 d'octubre de 2001 i el vencedor final fou el francès Richard Virenque de l'equip Domo-Farm Frites.
Va ser la novena cursa de la Copa del Món de ciclisme de 2001.

## Classificació general
|    | Ciclista            | Equip                        | Temps      |
| -- | ------------------- | ---------------------------- | ---------- |
| 1  | Richard Virenque    | Domo-Farm Frites             | 6h 58' 32" |
| 2  | Óscar Freire        | Mapei-Quick Step             | + 2"       |
| 3  | Erik Zabel          | Team Deutsche Telekom        | m. t.      |
| 4  | Thor Hushovd        | Crédit Agricole              | m. t.      |
| 5  | Andrej Hauptman     | Tacconi Sport-Vini Caldirola | m. t.      |
| 6  | Romans Vainsteins   | Domo-Farm Frites             | m. t.      |
| 7  | Alessandro Petacchi | Fassa Bortolo                | m. t.      |
| 8  | Jaan Kirsipuu       | AG2R Prévoyance              | m. t.      |
| 9  | Nico Eeckhout       | Lotto-Adecco                 | m. t.      |
| 10 | Zbigniew Spruch     | Lampre-Daikin                | m. t.      |